# Condado de Bibb (Georgia)
El condado de Bibb (en inglés: Bibb County) es un condado en el estado estadounidense de Georgia. En el censo de 2000 el condado tenía una población de 153 887 habitantes. La sede de condado es Macon. El condado forma parte del área metropolitana de Macon. Fue creado el 9 de diciembre de 1822 a partir de porciones de los condados de Jones, Monroe, Houston y Twiggs. Fue nombrado en honor a William Wyatt Bibb, un médico que sirvió en el Senado y la Cámara de Representantes de los Estados Unidos antes de convertirse en el primer gobernador de Alabama.

## Geografía
Según la Oficina del Censo, el condado tiene un área total de 661 km² (255 sq mi), de la cual 647 km² (250 sq mi) es tierra y 5 km² (13 sq mi) (2,03%) es agua.

### Condados adyacentes
- Condado de Jones (noreste)
- Condado de Twiggs (este)
- Condado de Houston (sur)
- Condado de Peach (sur y suroeste)
- Condado de Crawford (suroeste)
- Condado de Monroe (noroeste)

### Áreas protegidas nacionales
- Refugio Nacional de Vida Salvaje Bond Swamp
- Monumento Nacional Ocmulgee

## Autopistas importantes
- Interestatal 16
- Interestatal 75
- Interestatal 475
- U.S. Route 23
- U.S. Route 41
- U.S. Route 80
- U.S. Route 129
- Ruta Estatal de Georgia 11
- Ruta Estatal de Georgia 19
- Ruta Estatal de Georgia 22
- Ruta Estatal de Georgia 74

## Demografía
En el  censo de 2000, hubo 153 887 personas, 59 667 hogares, y 39 797 familias residiendo en el condado. La densidad poblacional era de 616 personas por milla cuadrada (238/km²). En el 2000 había 67 194 unidades unifamiliares en una densidad de 269 por milla cuadrada (104/km²). La demografía del condado era de 50,13% blancos, 47,32% afroamericanos, 0,18% amerindios, 1,08% asiáticos, 0,02% isleños del Pacífico, 0,46% de otras razas y 0,81% de dos o más razas. 1,31% de la población era de origen hispano o latino de cualquier raza. 
La renta promedio para un hogar del condado era de $34 532 y el ingreso promedio para una familia era de $43 479. En 2000 los hombres tenían un ingreso per cápita de $34 263 versus $25 540 para las mujeres. La renta per cápita para el condado era de $19 058 y el 19,10% de la población estaba bajo el umbral de pobreza nacional.

## Ciudades y pueblos
- Avondale
- Franklinton
- Lizella
- Macon
- Payne
- Sofkee
- Walden